# Stomio (Thessalien)
Stomio (griechisch Στόμιο (n. sg.)) ist ein Küstenort der Gemeinde Agia in der griechischen Region Thessalien. Zusammen mit dem Kloster Agios Dimitrios und zwei weiteren unbewohnten Siedlungen bildet es die Ortsgemeinschaft (Τοπική Κοινότητα Στομίου Topikí Kinótita Stomíou) mit 553 Einwohnern. Bis 1927 hieß das Dorf Tsagezi.

## Lage
Das Dorf Stomio liegt zwischen dem ausgedehnten Delta des Pinios im Norden, einem kilometerlangen Sandstrand im Osten und dem Ossa. Die Ortsgemeinschaft erstreckt sich auf 37,985 km² vom südlichen Mündungsarm des Pinios zur Nordostflanke des Ossa auf über 1000 m Höhe über dem Meer und grenzt dort an den Gemeindebezirk Nessonas der Gemeinde Tembi.

## Verwaltungsgliederung
Nach dem Anschluss Thessaliens an Griechenland 1883 war der damals Tsagezi (Τσάγεζι (n. sg.)) genannte Ort Verwaltungssitz der Gemeinde Evrymenes und wurde 1912 als Landgemeinde Tsagezi (Κοινότητα Τσαγεζίου Kinótita Tsagezíou) ausgegliedert. Die Umbenennung vom türkischen Tsagezi erfolgte 1927. Das Kloster Agios Dimitrios sowie der Campingplatz Agios Dimitrios wurden 1971 als Siedlungen anerkannt, 1981 folgte Apostolos Pavlos. Im Zuge der Gemeindereform 1997 wurde Stomio mit drei weiteren Landgemeinden zur Gemeinde Evrymenes zusammengelegt und war deren Verwaltungssitz. Im Zuge der Verwaltungsreform 2010 ging diese als Gemeindebezirk in der neu geschaffenen Gemeinde Agia auf.
Einwohnerentwicklung von Stomio
| Name                                        | griechischer Name                      | Code       | 1920 | 1928 | 1940 | 1951 | 1961 | 1971 | 1981 | 1991 | 2001 | 2011 |
| ------------------------------------------- | -------------------------------------- | ---------- | ---- | ---- | ---- | ---- | ---- | ---- | ---- | ---- | ---- | ---- |
| Stomio                                      | Στόμιο                                 | 2202020101 | 477  | 601  | 690  | 600  | 687  | 624  | 587  | 649  | 616  | 553  |
| Apostolos Pavlos                            | Απόστολος Παύλος (m. sg.)              | 2202020102 |      |      |      |      |      |      | -    | -    | 0    | 0    |
| Kataskinosis Agiou Dimitriou (Campingplatz) | Κατασκήνωσεις Αγίου Δημητρίου (f. pl.) | 2202020103 |      |      |      |      |      | -    | -    | -    | 0    | 0    |
| Moni Agiou Dimitriou                        | Μονή Αγίου Δημητρίου (f. sg.)          | 2202020104 |      |      | 3    |      |      | 6    | 11   | 14   | 8    | 0    |
| Gesamt                                      | Gesamt                                 | 22020201   | 477  | 601  | 693  | 600  | 687  | 630  | 598  | 663  | 624  | 553  |

## Moni Agiou Dimitriou

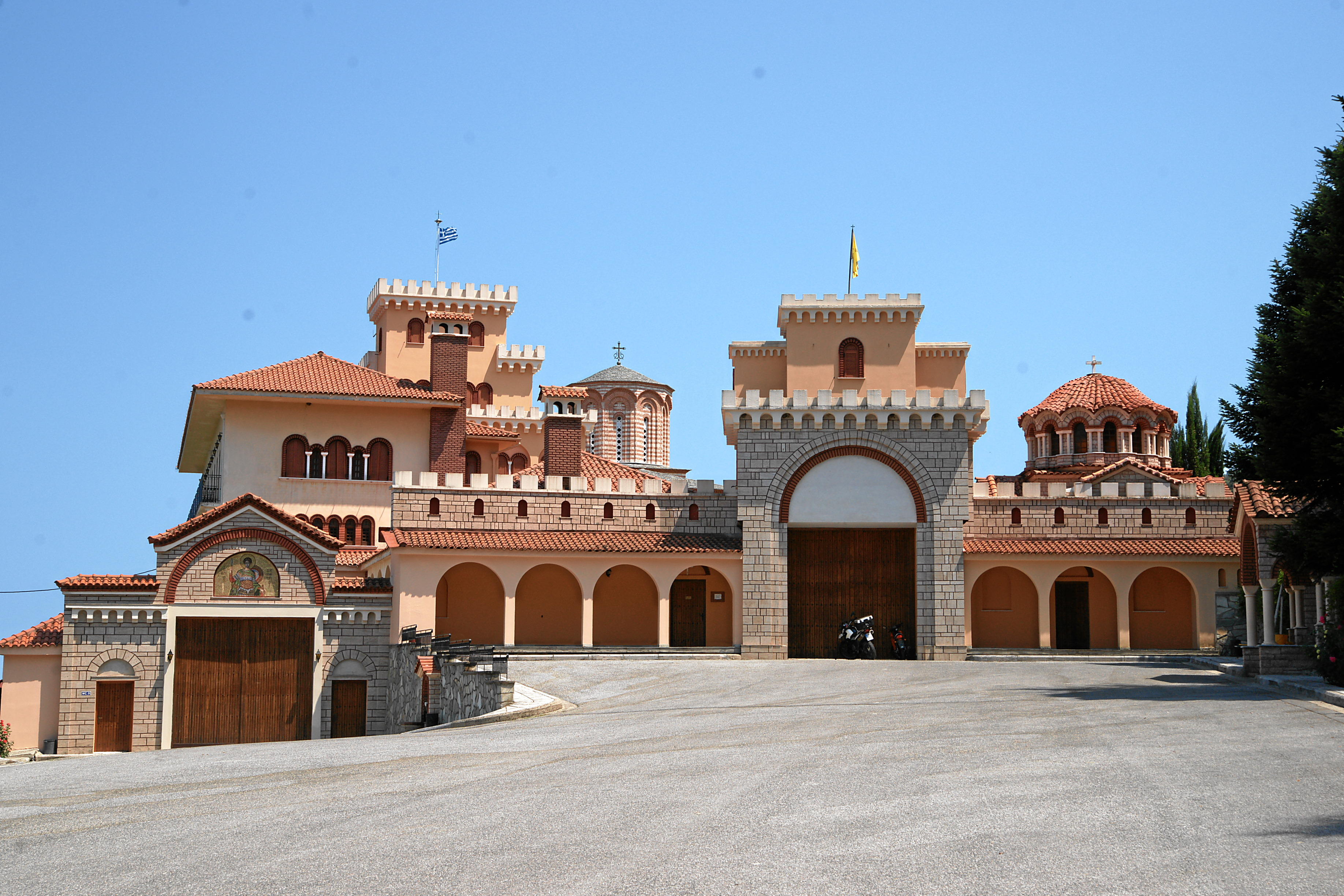

Das Kloster Agios Dimitrios (Μονή Κοιμήσεως της Θεοτόκου και Αγίου Δημητρίου Στομίου Moní Kimíseos tis Theotókou ke Agíou Dimitríou Stomíou) liegt etwas oberhalb von Stomio am Berg Ossa. Das Katholikon ist der Entschlafung der Gottesgebärerin geweiht. Die viersäulige Kreuzkuppelkirche mit seitlichen Apsiden vereinigt Formen der byzantinischen Tradition Nordgriechenlands und der osmanischen Architektur des 16. Jahrhunderts. Das Katholikon zeigt große Ähnlichkeit mit der Kirche des Propheten Elias in Thessaloniki aus der zweiten Hälfte des 14. Jahrhunderts und lässt vermuten, dass der ursprüngliche Kirchenbau in die Zeit der Palaiologen zurückgeht. Später, in der Mitte des 16. Jahrhunderts, wurde die bereits zerstörte ursprüngliche Kirche radikal restauriert. Während der osmanischer Zeit erlebte das Kloster seine Blüte. Ergänzungen und Reparaturen wurden im 18. Jahrhundert an der Kirche durchgeführt. Ein Brand zerstörte die Kirche 1868, die Mauern blieben bis zu einer Höhe von 5 Metern erhalten. 1921 wurde das Kloster als Kulturdenkmal ausgewiesen. In den letzten Jahren wurden am Katholikon umfassende Restaurierungsarbeiten durchgeführt, die damit verbundenen Ausgrabungen ergaben, dass der Ursprungsbau auf das 11. bis 12. Jahrhundert zurückgeht. Untersuchungen der Fresken belegten die Verwendung traditioneller Erdpigmente und Mineralien, die in Griechenland zu finden sind und nicht später als dem 16. Jahrhundert hergestellt wurden, sowie das seltene ausländische Zinnober. Hinweise auf Übermalungen konnten nicht festgestellt werden.

## Sonstiges
Haupterwerbsquelle der Einwohner ist der Sommertourismus, daneben hat die Fischerei noch immer eine bedeutende Position.
Am etwa 2,5 km langen Strand wird seit 2010 die Wasserqualität regelmäßig nach der EG-Badegewässerrichtlinie überprüft und seit 2012 immer mit ausgezeichnet bewertet.